# Noluskatsi River
Noluskatsi River är ett vattendrag i Kanada.   Det ligger i provinsen Ontario, i den östra delen av landet, 900 km nordväst om huvudstaden Ottawa.
Trakten runt Noluskatsi River består huvudsakligen av våtmarker. Trakten runt Noluskatsi River är nära nog obefolkad, med mindre än två invånare per kvadratkilometer.